# Mougán
Mougán (llamada oficialmente Santa María Madanela de Mougán) es una parroquia y una aldea española del municipio de Guntín, en la provincia de Lugo, Galicia.

## Otras denominaciones
La parroquia también es conocida por el nombre de Santa María Magdalena de Mougán.

## Organización territorial
La parroquia está formada por tres entidades de población:
- Chao do Monte (O Chao do Monte)
- Mougán
- Prados

## Demografía

### Parroquia
| Gráfica de evolución demográfica de Mougán (parroquia) entre 2000 y 2020 |
|                                                                          |
| Datos según el nomenclátor publicado por el INE.                         |

### Aldea
| Gráfica de evolución demográfica de Mougán (aldea) entre 2000 y 2020 |
|                                                                      |
| Datos según el nomenclátor publicado por el INE.                     |